# Здание городской думы (Омск)
Здание городской думы — административное здание в Омске, в котором располагается Омский городской совет. Расположено по адресу: Думская улица, 1.

## История
Здание было построено в 1897 году. В 1899 году в городской думе решали вопрос о строительстве здания для общественной библиотеки. Было решено сделать пристройку к зданию городской думы, где и разместить библиотеку. В 1907 году пристройка была возведена.
С 1924 года областная научная библиотека им. А. С. Пушкина стала занимать здание полностью. После того, как библиотека переехала в новое здание на Красном Пути, в 1995 году здание передали городскому совету.